# Мстислав Ростропович (теплоход)
«Мстислав Ростропович» (первоначально «Михаил Калинин») — круизный четырёхпалубный теплоход проекта 92-016 (тип «Валериан Куйбышев»), эксплуатируемый в Волжском бассейне и приписанный к Нижнему Новгороду, относится к самым крупным советским речным пассажирским судам и является первым четырёхзвёздочным круизным судном в собственности компании «ВодоходЪ». Построен в городе Комарно, Чехословакия, в 1980 году. Назван в честь советского виолончелиста и дирижёра  Мстислава Ростроповича.  

## История судна
Судно было построено в городе Комарно, Чехословакия, на судостроительном предприятии Národný Podnik Škoda Komárno (Slovenské Lodenice n.p. Komárno) в 1981 году под именем Михаил Калинин, на борту в ночь с 3 на 4 ноября 2007 г. случился пожар, прошёл серьёзную модернизацию в 2009 – 2011 годах, в ходе которой были обновлены интерьеры салонов, мебель и оборудование кают, инфраструктура отдыха и навигационное оборудование. Теплоход соответствует всем нормам безопасного плавания и работает на регулярных туристических маршрутах от Санкт-Петербурга до Нижнего Новгорода, в том числе по маршрутам: Москва – Углич – Москва, Москва – Ярославль – Москва. С начала навигации 2011 г. перевёз 700 иностранных туристов по маршруту Санкт-Петербург - Москва. 
Капитан теплохода – Кокшин Сергей Александрович по 2022г.

## На борту
К услугам туристов 1 двухкомнатная каюта люкс, 14 кают класса полулюкс А, 57 кают класса полулюкс Б с балконом, 15 кают класса полулюкс Б без балкона, 8 одноярусных кают с балконом, 15 двухместных одноярусных кают без балкона. Во всех каютах имеется спутниковое телевидение, сейф, холодильник, радио, телефон, душ, санузел, обзорное окно или балкон, электророзетка на 220 вольт.
- Ресторан
- Бар-ресторан
- Сувенирный киоск
- Бар
- Конференц-зал
- Лифт
- Тренажёрный зал

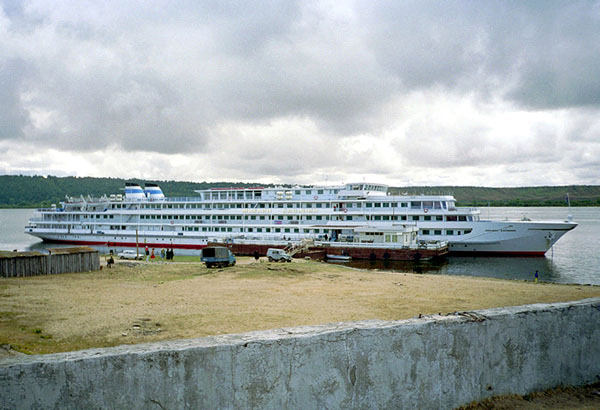
Михаил Калинин в Макарьеве (2002)